# Wietek Reala
Wietek Reala (Leptidea reali) – gatunek motyla dziennego z rodziny bielinkowatych (Pieridae). 

## Wygląd
Rozpiętość skrzydeł 34–41 mm.

## Siedlisko
Zalewowe łąki, brzegi rzek, widne lasy liściaste. Rzadziej na siedliskach suchszych.

## Biologia i rozwój
Wykształca dwa pokolenia: pierwsze: maj-czerwiec i drugie: połowa lipca-sierpień; niekiedy również trzecie pokolenie we wrześniu. Latają powoli nisko nad roślinami. Jaja mają barwę białożółtą, składane są pojedynczo. Gąsienice żerują jedynie w ciągu dnia. Przepoczwarzają się na roślinie żywicielskiej lub w pobliżu. Poczwarki zimują.

## Rośliny żywicielskie gąsienic
Gąsienice żerują głównie na groszku żółtym, rzadziej na komonicach, wykach lub cieciorce pstrej.

## Rozmieszczenie geograficzne
Gatunek zachodniopalearktyczny. Występuje w całej Polsce z wyjątkiem terenów wysokogórskich. Lokalnie pospolity.